# Nicolás de Peñalver y Zamora
Nicolás de Peñalver y Zamora (La Habana, 4 de diciembre de 1853-Madrid, 5 de febrero de 1916), también conocido como el «conde de Peñalver», fue un político conservador español, alcalde de Madrid durante la Restauración. Ostentó los títulos nobiliarios de conde de Peñalver y de marqués de Arcos.

## Biografía

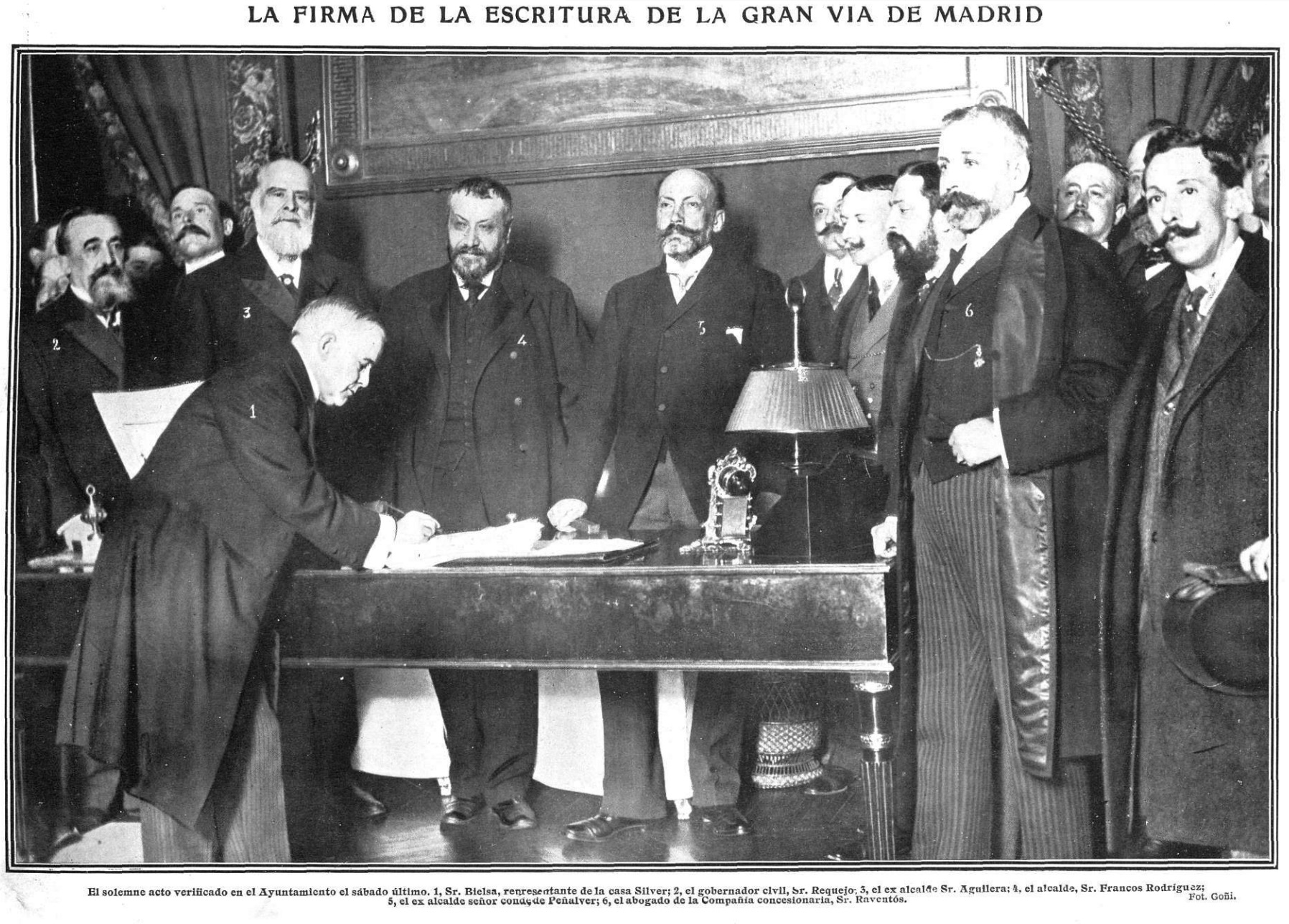
Fotografiado por Goñi en febrero de 1910 en la firma de la escritura de la Gran Vía, como exalcalde, acompañado de José Francos Rodríguez y Alberto Aguilera

Nacido en La Habana, Cuba, era miembro de una noble familia establecida a partir del siglo xvii primero en Jamaica y luego en Cuba; su abuelo fue Nicolás de Peñalver y Cárdenas, primer conde de Peñalver y alcalde ordinario de La Habana en 1846. Su padre fue Narciso José de Peñalver y Peñalver, segundo conde de Peñalver.
Fue elegido diputado por el distrito de Oviedo en 1891, 1896 y 1898; senador por la provincia de Matanzas en la legislatura de 1884-85, aunque no llegó a jurar el cargo; por Oviedo en 1899-1911; vitalicio en 1914 y tres veces alcalde de Madrid: entre el 1 y el 14 de diciembre de 1892, entre el 25 de marzo de 1895 y febrero de 1896 y entre el 28 de octubre de 1907 y el 23 de octubre de 1909. Contribuyó con su amigo Don Julio Bielsa a la construcción de la Gran Vía, que comunicaría el centro de la capital con la estación Norte. En honor a él, se bautizó el primer tramo de dicha vía de comunicación: la avenida del Conde de Peñalver —que iba del punto de arranque de la Gran Vía en la confluencia con la calle de Alcalá a la Red de San Luis— y, posteriormente, la actual calle del Conde de Peñalver, antes llamada de Torrijos, también en Madrid, en el Ensanche.
Además de su impulso a la construcción de la Gran Vía, al Conde de Peñalver se le deben otros hechos importantes como son la creación de la Asociación Matritense de Caridad, la inamovilidad de los empleados públicos del Ayuntamiento y la creación de la Banda Municipal.
Fue recipiente de las grandes cruces de Carlos III, de Isabel la Católica, de la Beneficencia y de la Concepción de Villaviciosa.
Falleció el 5 de febrero de 1916, sus restos fueron inhumados en el cementerio de Trasona, Corvera (Asturias). Muerto sin descendencia, le sucedió en sus títulos de nobleza su hermano Enrique.